# Club Baloncesto Conquero
Il Club Baloncesto Conquero è una società femminile di pallacanestro di Huelva, fondata nel 1999.

## Squadra 2014-2015
| #  | Nome                | Naz                    | Data e luogo di nascita            | Ruolo | Ant club            | Anni nel club | Alt |
| -- | ------------------- | ---------------------- | ---------------------------------- | ----- | ------------------- | ------------- | --- |
| 4  | Alba Prieto         | Spagna (bandiera)      | 08/04/1999; Siviglia               | SG    | CB Aljarafe         | 2             | 177 |
| 5  | Andrea Álcantara    | Spagna (bandiera)      | 19/06/1999; Cordova                | PG    | ADEBA               | 1             | 161 |
| 7  | Aleksandra Stanacev | Serbia (bandiera)      | 250/09/1994; Kikinda (Serbia)      | PG    | ŽKK Crvena Zvezda   | 1             | 161 |
| 9  | Nerea Raluy         | Spagna (bandiera)      | 06/01/1993; Huelva                 | SG    | Youth Teams         | 11            | 174 |
| 10 | María Asurmendi     | Spagna (bandiera)      | 04/04/1986; Pamplona               | PG    | Cadi La Seu         | 1             | 167 |
| 12 | María Pina          | Spagna (bandiera)      | 08/08/1987; Valencia               | F     | Permuferías Avenida | 1             | 187 |
| 13 | Lucila Pascua       | Spagna (bandiera)      | 21/03/1983; Sabadell               | C     | PINKK-Pécsi 424     | 1             | 196 |
| 14 | Patricia Soler      | Spagna (bandiera)      | 07/02/1994;Malaga                  | C     | CB Presentación     | 3             | 186 |
| 17 | Itziar Germán       | Spagna (bandiera)      | 30/01/1986; Valencia               | F     | C.B. Pío XII        | 5             | 184 |
| 20 | Aja Parham          | -                      | 17/02/1984; Rota                   | SG    | Cadi La Seu         | 1             | 184 |
| 21 | Adaora Elonu        | -                      | 28/04/1990; Houston (USA)          | PF    | CB Ciudad de Burgos | 1             | 183 |
| 34 | Chelsea Davis       | Stati Uniti (bandiera) | 28/11/1990; New York (USA)         | PF    | CB Islas Canarias   | 1             | 188 |
| ## | Arantxa Mallou Cea  | Spagna (bandiera)      | 12/11/1991; Santiago di Compostela | SG    | Pabellón Ourense    | 1 **          | 181 |

## Palmarès
- Coppa della Regina: 1

2016